# Guus Meeuwis
Guus Meeuwis (* 23. března 1972, Mariahout, Nizozemsko) je nizozemský zpěvák, který je v Německu známý především díky své písni Per Spoor (Kedeng, Kedeng). Na počátku jeho hudební kariéry stála píseň Het is een nacht (Levensecht). Píseň, se kterou sám složil a v roce 1994 se s ní zúčastnil studentského festivalu v Leidenu, se dostala do rukou producentovi Willemu van Schijndelovi. Ten nabídl Meeuwisovi kontrakt a píseň vydal. Singl se stal hitem a udržel se v čele nizozemské hitparády šest týdnů. V roce 1996 pak následoval další hit Per Spoor a první album Verbazing. Celkem Meeuwis vydal dodnes sedm alb, v roce 2000 musel hudební činnost ze zdravotních důvodů na čas přerušit.

## Diskografie (část)
- Verbazing (1996)
- Schilderij (1998)
- 1 voor allen (2001)
- Guus Meeuwis (2002)
- Tien jaar levensecht (2004)
- Wijzer (2005)
- Hemel nr. 7 (2007)
- NW8 (2009)
- Armen Open (2011)